# Тамо где ракови певају
Тамо где ракови певају (енгл. Where the Crawdads Sing) амерички је роман из 2018. године ауторке Делије Овенс. Била је узастопне 32 седмице на врху листе најпродаванијих књига. До краја фебруара 2022. провела је 150 седмица на списку бестселера.
Прича прати две хронологије које се полако преплићу. Прва описује живот и пустоловине младе девојке по имену Каја док одраста изолована мочвари Северне Каролине од 1952. до 1969. године. Друга прати истрагу о очигледном убиству Чејса Ендруза, локалне познате личности из Баркли Коува, измишљеног приобалног града Северне Каролине.

## Радња
Босонога девојчица неукротивог духа, Каја Кларк живи потпуно сама у колиби у мочвари, недалеко од мирног градића на обали Северне Каролине. Док крстари својим чамцем кроз лагуме и шаш, ослушкује дрвеће и животиње, и иако усамљена, довољна је сама себи. Мочвара и њена створења за Кају нису никаква непознаница: хране је и штите, подучавају је свему што треба да зна и праве јој друштво у игри. Када израсте у девојку, њена дивља, неухватљива лепота привући ће пажњу двојице младића, а пред њом ће се наћи изазов новог, узбудљивог света љубави.
Једног октобарског дана, полиција ће пронаћи беживотно тело Чејса Ендруза усред мочваре, а локално становништво ће истог тренутка посумњати на тајанствену девојчицу. Гласине убрзо постају оптужбе, а сумње непорецива истина.

## Филмска адаптација
је власник филмских права књиге. Продуцентска лућа Hello Sunshine глумице Рис Видерспун ће продуцирати филм. Луси Алибар прилагодила је књигу филмском сценарију. Деји Едгар Џоунс ће глумити Кају. Тејлор Свифт је компоновала песму за саундтрек филма, „Carolina”.